# 斜里川
斜里川是位於日本北海道東部流入鄂霍次克海的二級河川，其源頭為位於斜里岳南側，往東北方向繞過斜里岳後，再往西北經過斜里町市區西側，最後在斜里漁港附近注入鄂霍次克海。
名稱來自阿伊努語的「sar-un-pet」（有蘆葦的河川）。
由於斜里川水量及水溫都很穩定，適合鮭魚棲息，每年都有鮭魚回流至此河川。

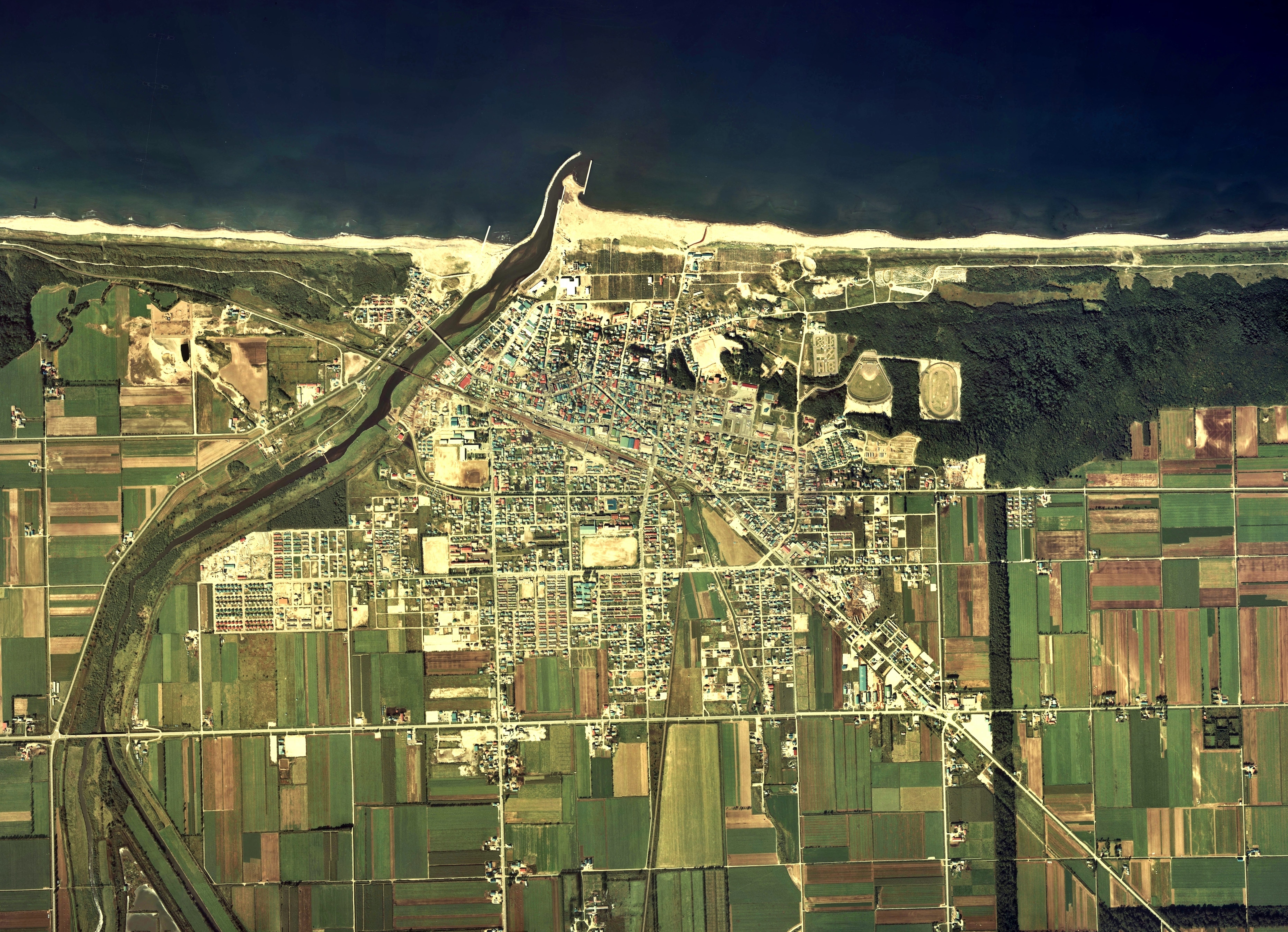
斜里岳出海口空拍圖
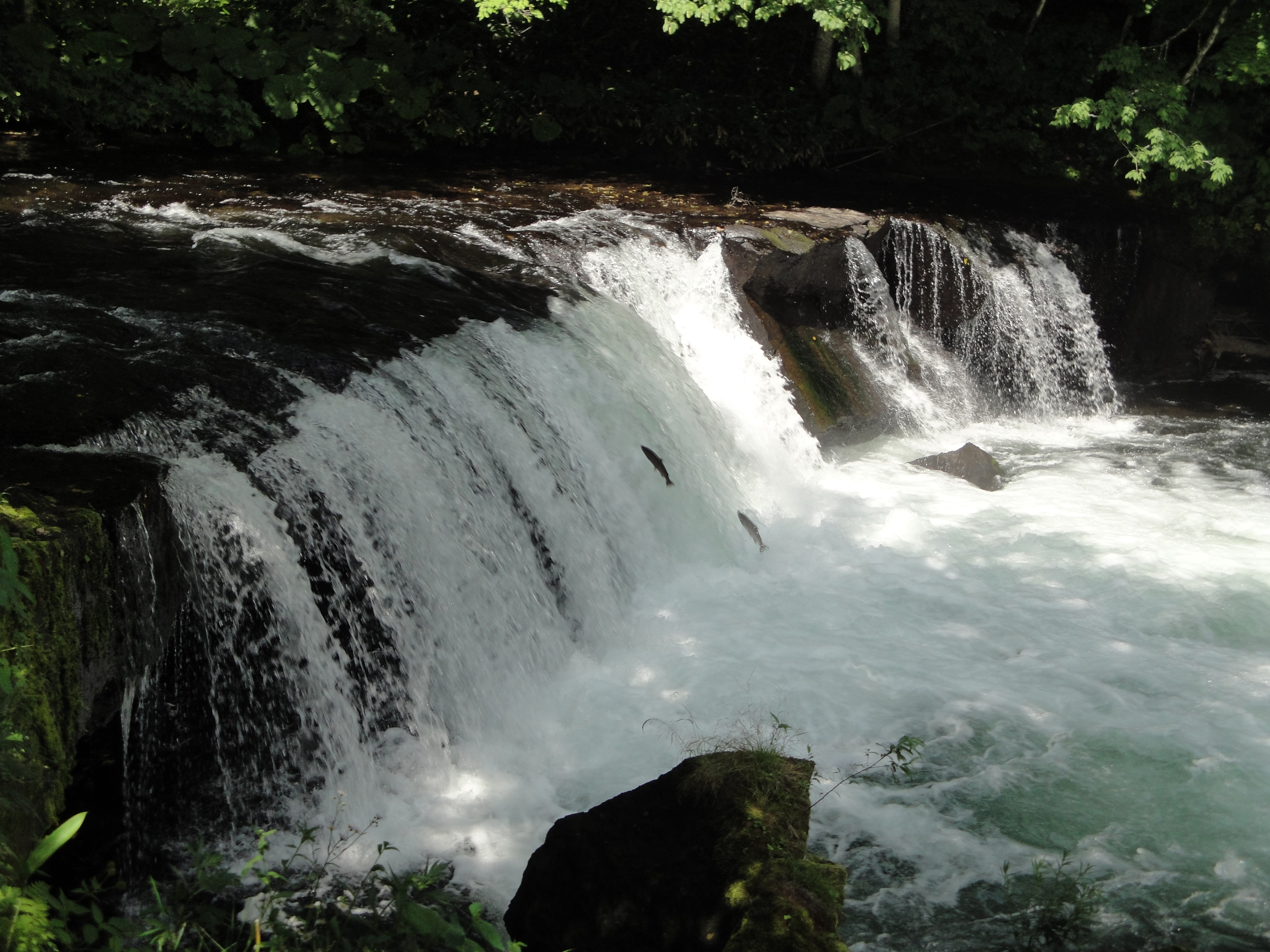
位於斜里川上游的櫻花瀑布及正在嘗試躍上瀑布的櫻鱒